# Gustav Schnell
Gustav Schnell (* 1793 in Königsberg i. Pr.; † 1864 ebenda) war ein deutscher Kaufmann, Reeder und Unternehmer.

## Ehrbarer Kaufmann
Nachdem er in den Befreiungskriegen gekämpft hatte, gründete er ein Handelshaus für Im- und Export, das er später mit der väterlichen Reederei vereinigte. Zusammen mit seinen Schwägern Carl August Dultz und Friedrich Laubmeyer gründete er 1828 die Union Gießerei Königsberg auf der Laak, der erste von ihr gebaute Dampfer wurde nach ihm „Schnell“ benannt.
Schnell gehörte zu den angesehensten Kaufleuten Königsbergs. 24 Jahre stand er der Kaufmannschaft vor. Er wurde zum Geheimen Kommerzienrat und Admiralitätsrat ernannt und war Berater für das Allgemeine Deutsche Handelsgesetzbuch und für das Seerecht.
Schnell war verheiratet mit Frida geb. Dultz. Erbe des Handelshauses wurde sein Schwiegersohn Adolf Hoffmann.

## Quelle
- Robert Albinus: Königsberg-Lexikon. Stadt und Umgebung. Flechsig, Würzburg 2002, ISBN 3-88189-441-1.